# NGC 397
NGC 397 è una galassia ellittica compatta situata nella costellazione dei Pesci, a una distanza di circa 227 milioni di anni luce dalla nostra Via Lattea.

## Scoperta
La galassia è stata scoperta il 6 dicembre 1866 dall'astronomo irlandese Robert Ball.